# Boris Cipot
Boris Cipot, slovenski novinar. * 4. maj 1952, Murska Sobota; † 16. junij 2022.
Rodil se je v Prekmurju. Kot novinar je delal pri Večeru, RTV Sloveniji, Nova24TV, Vfokusu. V zadnjih svojih letih je bil odgovorni urednik spletne strani Prava.si. Bil je tudi zunanji sodelavec revije Reporter. V desetdnevni vojni je bil vojni poročevalec.
Umrl je v starosti 70 let po dolgotrajni bolezni.